# علی‌اصغر معصومی شاهرودی
علی اصغر معصومی شاهرودی (متولد ۱۳۰۵ در روستای ابرسج شاهرود، درگذشته ۲۶ شهریور ۱۳۹۶ در مشهد) نماینده مردم استان خراسان رضوی در مجلس خبرگان رهبری بود. وی در سال ۱۳۴۰ از طرف سیدروح‌الله خمینی مجاز به دریافت وجوه شرعی و تصدی در امور حسبیه شد.

## بیماری و مرگ
وی در ظهر روز ۱۲ اسفند ۱۳۹۵ بیهوش شد و پس از یک و نیم ساعت به کما رفت و در بیمارستان بستری شد.
علیرضا رشیدیان استاندار خراسان رضوی در عصر ۲۰ اسفند ۹۵ به عیادت وی که همچنان در کماست رفت. سرانجام او پس از ‍چند ماه بیماری در ۲۶ شهریور ۱۳۹۶ در سن ۹۱ سالگی در منزل خود در مشهد درگذشت و پس از تشییع در رواق دارالعباده حرم امام رضا دفن شد.

## مسئولیت‌ها
او پس از انقلاب اسلامی مسئولیت‌های گوناگونی به‌عهده داشته از جمله:
- مسئولیت کمیته علی‌آباد گرگان و زرندکرمان
- مسئولیت بنیاد شهید گنبد و علی‌آباد گرگان
- عضویت در دفتر استفتاءات روح‌الله خمینی در مشهد
- امام جمعه شهر تربت حیدریه
- عضویت در مجلس خبرگان رهبری در سه دوره متوالی (اول تا سوم) از استان خراسان .[۵]